# Ficinia dasystachys
Ficinia dasystachys är en halvgräsart som beskrevs av Charles Baron Clarke. Ficinia dasystachys ingår i släktet Ficinia och familjen halvgräs. Inga underarter finns listade i Catalogue of Life.